# Langsdorfia franckii
Langsdorfia franckii là một loài bướm đêm thuộc họ Cossidae. Nó là loài bản địa của México, Nicaragua, Costa Rica, Panama, Colombia, Venezuela, Surinam, Ecuador, Peru, Bolivia và Brasil. 
Ấu trùng ăn rễ và thân cây Lantana, bao gồm Lantana scorta.